# ハルカの陶
『ハルカの陶』（ハルカのすえ）は、原作：ディスク・ふらい、作画：西崎泰正による日本の漫画作品。『週刊漫画TIMES』（芳文社）2011年1月7/14日合併号から2012年2月10日号に連載、芳文社コミックスより刊行された。全3巻。陶芸を題材に、陶芸展で備前焼作家の大皿に一目ぼれした主人公が陶芸作家を目指す姿を描く。第13回岡山芸術文化賞功労賞受賞作。
当初は『図書館の主』（篠原ウミハル著）とともに2011年1月期の新春集中連載（短期連載）作品の扱いであったが、後にシリーズ連載となる。特に備前焼をほぼオンリー状態で扱っており、「業界初の備前焼マンガ」を謳っている。備前焼の各工程をテーマとして1単行本に対して1工程という形でストーリーを設えており、1巻が『プロローグ〜土（土練り）編』、2巻が『成形（ロクロ・地域職人）編』、3巻が『焼成（窯）編』となっている。
2012年4月27日に、岡山県主催・第13回岡山芸術文化賞 功労賞を受賞した。
末次成人監督・脚本、奈緒主演により実写映画化され、2019年11月に公開された。

## あらすじ
未来への展望も情熱も失い、日々を無為に過ごすOL小山はるか25歳。彼女はある日、上司に連れられたデパートの陶芸展で備前焼の赤牡丹大皿を目にして感銘を受ける。はるかは、そのえもいわれぬ精神的衝撃に浮かされるまま、その場で上司に退職を申し出て岡山県和気郡備前町（現在の備前市伊部）へと直行する。はるかはそこで大皿の作者、若竹修と出会う。
若竹に弟子入りを願うはるかだったが、若竹は「すぐに会社を辞めるヤツ」「働くだけの毎日に空しさを感じて自分探しをするヤツ」には付き合ってられないとにべもない。しかし、はるかは若竹に必死につきまとい、結果、見習いではあるが弟子として彼の元で働くこととなる。
まともな作品を作り上げる基礎の基礎を人並みにこなすまですら「土練り3年、ロクロ6年」と言われる備前焼。その果てしない備前陶の道に、はるかが挑む。

## 登場人物
小山 はるか（こやま はるか）
本作の主人公。大家族で育った天真爛漫な25歳。
日々の仕事による日常の反復で本来の明るい性格に陰りを起こしていたが、デパートの展覧会で若竹の備前赤牡丹大皿を目にし、その感動から自らの本来の姿を取り戻す。その感銘より備前陶芸の道へ進まんと志し、若竹の弟子となる。
若竹 修（わかたけ おさむ）
備前市伊部に窯を持つ若き気鋭の備前焼作家。代々より続く自家の窯を守る当代。朴訥かつ意固地で意地っ張り。
10歳のころに両親を交通事故で無くし、以来、たった1人で自家の備前焼を極めんと奮闘する。両親が亡くなった後、父の弟子だった者たちが窯を見捨てて一気に他の陶窯房へ移ったことを経験し、軽い人間不信に陥っていたが、はるかとの出会いで少しずつ変わっていく。
「備前は用の器」であることを作陶のポリシーとしている。
榊 陶人（さかき とうじん）
修の窯房の近所に住む老人。修にとっては頭の上がらぬ人物。優しい面持ちで、はるかと修を見守る。
その筋では知らぬ者の無い備前焼の人間国宝であり、備前一千年の伝統を背負い守る巨人。その様は不動明王にも例えられる。
修やはるかの「若い力」が備前焼の「新たな域」を開いてくれることを大いに期待している。
伊佐木 巧（いさき たくみ）
備前焼日本伝統工芸士会の会長。人間国宝を含め、全ての備前焼作家の頂点に立つ存在であり、陶人とは「さっちゃん」「たっちゃん」と呼び合う仲。
そのロクロさばきは吉井川の上流の清流水にも例えられ、作品制作の様は仁王のごとく表現される。
はるかに自身の器量（いわば実力）に合う作品を作ることを感覚によって諭した。陶人とともに、はるかの未知数な可能性に何かを見ている一人でもある。

## 書籍情報
- 原作：ディスク・ふらい、作画：西崎泰正 『ハルカの陶』 芳文社〈芳文社コミックス〉、全3巻
  1. 2011年9月15日発売 ISBN 978-4-8322-3266-2
  2. 2011年12月15日発売 ISBN 978-4-8322-3276-1
  3. 2012年5月16日発売 ISBN 978-4-8322-3297-6

## 映画
末次成人の監督・脚本、奈緒の主演により実写映画化され、2019年10月25日から岡山・イオンシネマ岡山にて先行公開され、同年11月30日に全国公開された。

### キャスト
- 小山はるか - 奈緒
- 若竹修 - 平山浩行
- 若竹晋 - 村上淳
- 榊陶人 - 笹野高史
- 松崎陽子 - 村上真希
- 松崎保典  - 長谷川景
- 鹿賀 - 岡田健太郎
- 林 - 勝又諒平
- 宮本ミヨ - 小棹成子
- 広田ゆかり - 八木景子

### スタッフ
- 監督/脚本/編集：末次成人
- 音楽：佐藤礼央
- 主題歌：サボテン高水春菜「スプートニクの夜明け」
- 原作：ディスク・ふらい（作）、西崎泰正（画）『ハルカの陶』（芳文社）
- エグゼクティブプロデューサー：末次絵理子
- プロデューサー：小田宮貴男
- 地域プロデューサー：阿部信行、内田敏喬
- アソシエイトプロデューサー：高畑美咲、狩野章代
- 撮影監督：Yohei Tateishi
- 照明：淡路俊之
- 録音：根本飛鳥（J.S.A.）
- 美術：サライジュンスケ
- スタイリスト：中島エリカ
- ヘアメイク：新井はるか
- 助監督：向井智昭
- ラインプロデューサー：武田龍也
- 制作主任：堀口貴之、大賀萌生
- スチール：中川正子
- 制作プロダクション：ニューマーク
- 後援：備前市、岡山県
- 配給：ブロードメディア・スタジオ
- 製作：2019「ハルカの陶」製作委員会（山陽新聞社、両備グループ、岡山放送、RSK山陽放送、備前市里海里山ブランド推進協議会 with ICM、ニューマーク）

### 製作
映画化に向けて2017年5月に映像製作会社から備前市に協力の依頼があり、市は岡山県備前焼陶友会や備前商工会議所などの地元関係団体を交えてロケへの協力などに関する協議を開始。2019年秋公開予定として、2018年8月9日に映画化が発表された。
全編を備前市を中心として岡山県内でロケが行われる。監督は末次成人で、はるか役を奈緒、修役を平山浩行が務めるほか、笹野高史も出演する。
2018年10月に備前市にて開催される「備前焼まつり」にてクランクインし、同市伊部地区を中心に岡山県内で撮影が行われた。